# Lee Redmond
Lee Redmond (2 tháng 2 năm 1941 – 14 tháng 12 năm 2023) được Guinness công nhận là người có các móng tay dài nhất trên cả hai bàn tay. Bà sống tại thành phố Salt Lake, bang Utah. Tờ tin vắn Enquirer đều đặn ghi lại những thay đổi của các ngón tay bà trong mỗi vài năm 
Redmond bắt đầu nuôi các móng tay của bà từ năm 1979. Nhằm làm mới cuộc sống của mình, ngày 22 tháng 11 năm 2006 bà đã lên kế hoạch để cắt bỏ các móng tay của mình (như trần trình của bà trong các buổi talk show trên truyền hình). Tuy nhiên cuối cùng bà đã quyết giữ lại chúng. Gần đây bà xuất hiện trong các buổi ghi hình của CBS News cũng như tại bảo tàng Ripley's Believe It or Not!. Lần xuất hiện gần đây nhất của bà trong một buổi quyên góp cho Đội Cứu Hỏa thành phố Salt Lake, tại đây chiều dài trung bình các móng tay của bà được ghi nhận là khoảng 34-35 inche.
Mặc dù các móng tay dài quá khổ đôi lúc cũng gây những phiền toái cho bà trong một số công việc như mặc một chiếc áo khoác dày nhưng bà có thể xoay xở được với các sinh hoạt hằng ngày mà không gặp quá nhiều khó khăn. Trên buổi ghi hình của Guinness, khán giả thấy bà lái xe, hút bụi nhà cửa, rửa chén, chải tóc cho con cháu. Bà còn nói thêm rằng các móng tay dài không cản trở sự quan tâm của chồng, người bị bệnh động kinh, đối với bà 
Ngày 10 tháng 2 năm 2009 bà bị một tai nạn ô tô tuy không nguy hiểm đến tính mạng nhưng buộc phải cắt bỏ các móng tay độc nhất vô nhị của mình 
Bà qua đời tại ở tuổi 82 tại Utah vào ngày 14 tháng 12 năm 2023.

## Liên ket ngoài
- Entry in Guinness World Records
- WorldsLongestFingernails.Com Lưu trữ ngày 16 tháng 2 năm 2009 tại Wayback Machine - videos of Lee Redmond in daily life and showing her nails
- Alberty, Erin (ngày 12 tháng 2 năm 2009). "Pileup shatters SLC woman's fingernail record". Salt Lake Tribune.